# Bolton Wanderers Football Club
Pour les articles homonymes, voir Bolton et Wanderer.
Maillots
Actualités
Le Bolton Wanderers Football Club est un club de football fondé en 1874, basé dans l'agglomération de Bolton, à proximité de la ville de Manchester.
Membre fondateur de la Football League, Bolton Wanderers entame sa 72e saison en première division anglaise en 2010, dont il est le club y ayant disputé le plus de saisons sans l'avoir jamais remporté. Le meilleur classement obtenu par Bolton est la troisième place (en 1891-1892, 1920-1921 et 1924-1925). Les Wanderers connaissent un certain succès dans les années 1920 en remportant la FA Cup à trois reprises. Porté par son buteur Nat Lofthouse, le club remporte une quatrième fois le trophée en 1958, avant de connaître une chute progressive dans la hiérarchie du football anglais, au point d'être relégué en 1987 en Fourth Division (D4). 
Dirigés par Phil Neal puis Bruce Rioch, les Trotters retrouvent l'élite (devenue Premier League) en 1995, après quinze saisons d'absence, puis y sont de nouveau promus en 2001. En 2005, ils participent pour la première fois à une compétition européenne avec la coupe UEFA, dont ils atteignent les huitièmes de finale en 2008. 
Bolton Wanderers est résident du Macron Stadium, inauguré en 1997 sous le nom de Reebok Stadium, en remplacement du Burnden Park, vieux alors de plus d'un siècle.
Le club évolue en EFL League One (troisième division anglaise) pour la saison 2024-2025.

## Histoire

### Fondation
Le club est fondé en 1874 sous le nom de « Christ Church FC » par des écoliers de la Christ Church Sunday School sur Blackburn Street sous l'autorité de leur maître d'école, Thomas Ogden. Le premier président du club était le vicaire de la Christ Church. Ce dernier édicta alors un règlement intérieur strict entraînant une scission en 1877. Bolton Wanderers émerge de cette scission qui est décidé au Gladstone Hotel. Les jeunes membres du club optèrent pour le terme Wanderers (vagabonds) car le club n'avait alors plus d'attache avec un terrain. Le club utilise alors les terrains de Park Recreation Ground, de Cockle's Field puis de Pike's Lake Ground avant de se fixer en 1895 à Burnden Park. Enfin, le club construit un nouveau stade, le Reebok Stadium en 1997.
Le club adopte un statut professionnel en 1880 puis rejoint la League dès sa fondation en 1888.

### Années 2000
Les vagabonds ont longtemps végété dans les divisions inférieures au cours du XXe siècle et parviennent à accéder à la Premier League à l'été 2001. Avec des moyens importants pour un promu, le club attire quelques joueurs de renom.
Récemment, le club a connu de grands joueurs dans son effectif comme Jay-Jay Okocha, Hidetoshi Nakata, Youri Djorkaeff, El-Hadji Diouf ou Nicolas Anelka pour ne citer qu'eux. Après quelques exercices encourageants, les vagabonds participent à la Coupe UEFA en 2005-2006 et sont éliminés par l'Olympique de Marseille en 8e de finale (0-0/1-2).
Par la suite, le club fait venir l'attaquant sénégalais El-Hadji Diouf ainsi que l'attaquant français Nicolas Anelka. Mais le duo d'attaquant, payés au prix fort en termes de salaire, ne parviendra jamais à dépasser les 15 buts par saison à eux deux. Ne pouvant pas se hisser parmi les meilleurs avec ces deux attaquant, le club de Bolton finira par les faire partir vers d'autres cieux.
Le club finira par perdre ses repères lors du départ de l'entraineur Sam Allardyce pour Newcastle à l'été 2007. Après les départs consécutifs à un an d'intervalle de Sam Allardyce, et de nombreux joueurs, les Wanderers vont connaitre des moments difficiles et vont jouer le maintien lors des trois dernières saisons avant de finir par descendre au niveau inférieur.
Le samedi 17 mars 2012 lors du quart de finale de FA Cup contre Tottenham, le milieu relayeur des Bolton Wanderers Fabrice Muamba a été victime d'un malaise cardiaque à la 45e minute de jeu. La rencontre a été arrêtée.
À l'issue de la saison 2015-16, Bolton est relégué en EFL League One (troisième division anglaise), mais après une saison le club revient à D2.
En 2019, le club est relégué de la Championship.
À l'issue de la saison 2019-2020, le club est relégué en EFL League Two (quatrième division anglaise).

## Palmarès et statistiques
| Championnats nationaux | Coupes nationales | Compétitions internationales   |
| - Championnat d'Angleterre de D1 (0) : - Troisième place : 1892, 1921 et 1925. - Championnat d'Angleterre de D2 (3) : - Champion : 1909, 1978 et 1997. - Vice-champion : 1900, 1905, 1911, 1935 et 1993. - Championnat d'Angleterre de D3 (1) : - Champion : 1973. | - Coupe d'Angleterre (4) : - Vainqueur : 1923, 1926, 1929 et 1958. - Finaliste : 1894, 1904 et 1953. - Coupe de la Ligue (0) : - Finaliste : 1995 et 2004. - Football League Trophy (2) : - Vainqueur : 1989 et 2023. - Finaliste : 1986. | - Coupe de l'UEFA:8e de finale |

## Joueurs et personnalités du club

### Entraîneurs
Le tableau suivant présente la liste des entraîneurs du club depuis 1874.
| Rang | Nom               | Période                        |
| ---- | ----------------- | ------------------------------ |
| 1    | Tom Rawthorne     | 1er août 1874 - 31 mai 1885    |
| 2    | John Bentley      | 1er août 1885 - 31 mai 1886    |
| 3    | William Struthers | 1er août 1886 - 31 mai 1887    |
| 4    | Fitzroy Norris    | 1er août 1887 - 1er déc. 1887  |
| 5    | John Bentley      | 1er déc. 1887 - 31 mai 1895    |
| 6    | Harry Downs       | 1er août 1895 - 31 mai 1896    |
| 7    | Frank Brettell    | 1er août 1896 - 31 mai 1898    |
| 8    | John Somerville   | 1er août 1898 - 1er janv. 1910 |
| 9    | Will Settle       | 1er janv. 1910 - 31 mai 1915   |
| 10   | Tom Mather        | 1er août 1915 - 31 mai 1919    |
| 11   | Charles Foweraker | 1er juil. 1919 - 1er août 1944 |
| 12   | Walter Rowley     | 1er août 1944 - 1er oct. 1950  |
| 13   | Bill Ridding      | 1er oct. 1950 - 1er août 1968  |
| 14   | Nat Lofthouse     | 1er déc. 1968 - 1er nov. 1970  |
| 15   | Jimmy McIlroy     | 1er nov. 1970 - 19 nov. 1970   |

| Rang | Nom            | Période                       |
| ---- | -------------- | ----------------------------- |
| 16   | Jimmy Meadows  | 13 janv. 1971 - 30 avr. 1971  |
| 17   | Nat Lofthouse  | 1er mai 1971 - 1er août 1971  |
| 18   | Jimmy Armfield | 1er août 1971 - 4 oct. 1974   |
| 19   | Ian Greaves    | 7 oct. 1974 - 28 janv. 1980   |
| 20   | Stan Anderson  | 28 janv. 1980 - 31 mai 1981   |
| 21   | George Mulhall | 1er juin 1981 - 1er juin 1982 |
| 22   | John McGovern  | 1er juin 1982 - 7 janv. 1985  |
| 23   | Charlie Wright | 7 févr. 1985 - 6 déc. 1985    |
| 24   | Phil Neal      | 18 déc. 1985 - 8 mai 1992     |
| 25   | Bruce Rioch    | 29 mai 1992 - 8 juin 1995     |
| 26   | Roy McFarland  | 20 juin 1995 - 2 janv. 1996   |
| 27   | Colin Todd     | 2 janv. 1996 - 22 sept. 1999  |
| 28   | Sam Allardyce  | 19 oct. 1999 - 29 avr. 2007   |
| 29   | Sammy Lee      | 30 avr. 2007 - 7 oct. 2007    |
| 30   | Gary Megson    | 25 oct. 2007 - 30 déc. 2009   |

| Rang | Nom             | Période                     |
| ---- | --------------- | --------------------------- |
| 31   | Owen Coyle      | 8 janv. 2010 - 9 oct. 2012  |
| 32   | Dougie Freedman | 23 oct. 2012 - 3 oct. 2014  |
| 33   | Neil Lennon     | 12 oct. 2014 - 15 mars 2016 |
| 34   | Phil Parkinson  | 10 juin 2016 - 21 août 2019 |
| 35   | Keith Hill      | 1 sep. 2019 - 30 juin 2020  |
| 36   | Ian Evatt       | 2 juil. 2020 -              |

### Records individuels
| Rang | Nom                 | Période   | Apparitions |
| ---- | ------------------- | --------- | ----------- |
| 1    | Eddie Hopkinson     | 1952–1970 | 578         |
| 2    | Roy Greaves (en)    | 1965–1980 | 575         |
| 3    | Alex Finney         | 1922–1937 | 530         |
| 4    | Warwick Rimmer (en) | 1960–1975 | 528         |
| 5    | Jussi Jääskeläinen  | 1997–2012 | 527         |
| 6    | Bryan Edwards (en)  | 1947–1965 | 518         |
| 7    | Ted Vizard          | 1910–1931 | 512         |
| 8    | Paul Jones (en)     | 1970–1983 | 506         |
| 9    | Nat Lofthouse       | 1946–1960 | 503         |
| 10   | Roy Hartle (en)     | 1952–1966 | 499         |

| Rang | Nom                   | Période                           | Buts |
| ---- | --------------------- | --------------------------------- | ---- |
| 1    | Nat Lofthouse         | 1946–1960                         | 285  |
| 2    | Joe Smith (en)        | 1908–1927                         | 277  |
| 3    | David Jack            | 1920–1928                         | 161  |
| 4    | Jack Milsom           | années 1930                       | 153  |
| 5    | Ray Westwood (en)     | 1928–1947                         | 144  |
| 6    | Willie Moir           | 1945–1955                         | 134  |
| 7    | John Byrom (en)       | 1966–1976                         | 130  |
| 8    | Harold Blackmore (en) | 1927–1932                         | 122  |
| 9    | Neil Whatmore (en)    | 1973–1981, 1982–1983, 1984 & 1987 | 121  |
| 10   | John McGinlay         | 1992–1997                         | 118  |

### Autres joueurs emblématiques
- Simon Charlton
- Les Ferdinand
- Roger Hunt
- Nathaniel Lofthouse
- Peter Reid
- Peter Shilton
- Alan Thompson
- Frank Worthington
- Isaiah Rankin
- Alan Ball
- Peter Beardsley
- Kevin Nolan
- Neil Redfearn
- Dean Holdsworth
- Ian Marshall
- Chris Armstrong
- Michael Bridges
- Jamie Pollock
- Scott Sellars
- Nicky Summerbee
- Paul Warhurst
- Nicolas Anelka
- Youri Djorkaeff
- Bruno N'Gotty
- Fernando Hierro
- Ivan Campo
- Willie Morgan
- Dan Doyle
- Paul Ritchie
- El-Hadji Diouf
- Khalilou Fadiga
- Akinori Nishizawa
- Hidetoshi Nakata
- Stelios Giannakopoulos
- Jay-Jay Okocha
- Fredi Bobic
- Jared Borgetti
- Per Frandsen
- Mark Fish
- Mixu Paatelainen
- Eidur Gudjohnsen
- Radhi Jaïdi
- Ricardo Gardner

## Identité visuelle
Le premier logo du club est adopté en 1921, celui-ci adoptant alors une version simplifiée des armoiries de la ville de Bolton. Cette version est le modèle privilégié pour les logos ultérieurs jusqu'au milieu des années 1970 qui voit l'adoption d'un logo arborant les initiales du club sous la forme d'un ballon et voyant notamment la disparition des armes de Bolton au profit de la rose rouge de Lancastre, qui est elle-même remplacée en 2002 par deux rubans de couleur rouge et bleue. Le logo retrouve son ancienne forme en 2013,.

Logo en usage dans les années 1950
Logo en usage dans les années 1960
Logo entre 1975 et 2002
Logo entre 2002 et 2013
Logo depuis 2013